# Élections législatives de 1997 dans la Mayenne
Les élections législatives françaises de 1997 se déroulent le 25 mai et le 1er juin 1997. Dans le département de la Mayenne, trois députés sont à élire dans le cadre de trois circonscriptions.

## Élus
| Circonscription | Député sortant                                | Parti | Parti    | Député élu ou réélu | Parti | Parti    |
| --------------- | --------------------------------------------- | ----- | -------- | ------------------- | ----- | -------- |
| 1re             | Henri Houdouin suppléant de François d'Aubert |       | RPR      | François d'Aubert   |       | UDF (PR) |
| 2e              | Henri de Gastines                             |       | RPR      | Henri de Gastines   |       | RPR      |
| 3e              | Roger Lestas                                  |       | UDF (AD) | Roger Lestas        |       | UDF (AD) |

## Résultats

### Résultats à l'échelle du département
| Parti          | Parti                              | Premier tour | Premier tour | Second tour | Second tour | Sièges |
| Parti          | Parti                              | Voix         | %            | Voix        | %           | Sièges |
| -------------- | ---------------------------------- | ------------ | ------------ | ----------- | ----------- | ------ |
|                | Union pour la démocratie française | 31 600       | 23,56        | 51 054      | 37,35       | 2      |
|                | Divers droite                      | 20 444       | 15,24        |             |             | 0      |
|                | Rassemblement pour la République   | 14 773       | 11,01        | 24 929      | 18,24       | 1      |
|                | La Droite indépendante             | 5 019        | 3,74         |             |             | 0      |
|                | Droite parlementaire               | 71 836       | 53,56        | 75 983      | 55,59       | 3      |
|                |                                    |              |              |             |             |        |
|                | Parti socialiste                   | 21 427       | 15,98        | 38 337      | 28,05       | 0      |
|                | Divers gauche dont MDC             | 11 931       | 8,90         | 22 359      | 16,36       | 0      |
|                | Parti communiste français          | 3 683        | 2,75         |             |             | 0      |
|                | Parti radical-socialiste           | 3 056        | 2,28         | 0           |             |        |
|                | Les Verts                          | 2 772        | 2,07         | 0           |             |        |
|                | Gauche plurielle                   | 42 869       | 31,96        | 60 696      | 44,41       | 0      |
|                |                                    |              |              |             |             |        |
|                | Front national                     | 10 418       | 7,77         |             |             | 0      |
|                | Génération écologie                | 5 908        | 4,41         | 0           |             |        |
|                | Extrême gauche dont SÉGA et PT     | 3 087        | 2,30         | 0           |             |        |
|                |                                    |              |              |             |             |        |
| Inscrits       | Inscrits                           | 205 320      | 100,00       | 205 295     | 100,00      | 3      |
| Abstentions    | Abstentions                        | 60 879       | 29,65        | 59 377      | 28,92       |        |
| Votants        | Votants                            | 144 441      | 70,35        | 145 918     | 71,08       |        |
| Blancs et nuls | Blancs et nuls                     | 10 323       | 7,15         | 9 239       | 6,33        |        |
| Exprimés       | Exprimés                           | 134 118      | 92,85        | 136 679     | 93,67       |        |

### Résultats par circonscription

#### Première circonscription (Laval)
| Candidat       | Candidat                        | Parti          | Premier tour | Premier tour | Second tour | Second tour |  |
| Candidat       | Candidat                        | Parti          | Voix         | %            | Voix        | %           |  |
| -------------- | ------------------------------- | -------------- | ------------ | ------------ | ----------- | ----------- |  |
|                | François d'Aubert sortant réélu | UDF (PR)       | 20 367       | 41,91        | 26 939      | 53,64       |  |
|                | Michel Sorin                    | PS             | 13 813       | 28,43        | 23 285      | 46,36       |  |
|                | Jacques Dansan                  | FN             | 4 049        | 8,33         |             |             |  |
|                | Michel Pailleux                 | GÉ             | 3 121        | 6,42         |             |             |  |
|                | Jacques Poirier                 | PCF            | 2 349        | 4,83         |             |             |  |
|                | Rémy Simon                      | SÉGA           | 1 854        | 3,82         |             |             |  |
|                | Jocelyne Lavenant               | LDI (MPF)      | 1 806        | 3,72         |             |             |  |
|                | André Warnet                    | PT             | 1 233        | 2,54         |             |             |  |
|                |                                 |                |              |              |             |             |  |
| Inscrits       | Inscrits                        | Inscrits       | 75 721       | 100,00       | 75 704      | 100,00      |  |
| Abstentions    | Abstentions                     | Abstentions    | 23 468       | 30,99        | 22 301      | 29,46       |  |
| Votants        | Votants                         | Votants        | 52 253       | 69,01        | 53 403      | 70,54       |  |
| Blancs et nuls | Blancs et nuls                  | Blancs et nuls | 3 661        | 7,01         | 3 179       | 5,95        |  |
| Exprimés       | Exprimés                        | Exprimés       | 48 592       | 92,99        | 50 224      | 94,05       |  |

#### Deuxième circonscription (Château-Gontier)
| Candidat       | Candidat                        | Parti          | Premier tour | Premier tour | Second tour | Second tour |  |
| Candidat       | Candidat                        | Parti          | Voix         | %            | Voix        | %           |  |
| -------------- | ------------------------------- | -------------- | ------------ | ------------ | ----------- | ----------- |  |
|                | Henri de Gastines sortant réélu | RPR            | 14 773       | 36,1         | 24 929      | 62,35       |  |
|                | Georges Garot                   | PS             | 7 614        | 18,61        | 15 052      | 37,65       |  |
|                | Norbert Bouvet                  | diss. RPR      | 5 720        | 13,98        |             |             |  |
|                | Philippe Henry                  | Divers droite  | 4 264        | 10,42        |             |             |  |
|                | Paul Le Morvan                  | FN             | 2 955        | 7,22         |             |             |  |
|                | Sophie Lefort                   | LDI (MPF)      | 1 593        | 3,89         |             |             |  |
|                | Félix Houdbine                  | GÉ             | 1 380        | 3,37         |             |             |  |
|                | Joël Patoureau                  | Les Verts      | 1 321        | 3,23         |             |             |  |
|                | Jacques Fourgeaud               | PCF            | 1 207        | 2,95         |             |             |  |
|                | Jean-Claude Le Fur              | Divers droite  | 92           | 0,22         |             |             |  |
|                |                                 |                |              |              |             |             |  |
| Inscrits       | Inscrits                        | Inscrits       | 61 694       | 100,00       | 61 691      | 100,00      |  |
| Abstentions    | Abstentions                     | Abstentions    | 17 574       | 28,49        | 18 912      | 30,66       |  |
| Votants        | Votants                         | Votants        | 44 120       | 71,51        | 42 779      | 69,34       |  |
| Blancs et nuls | Blancs et nuls                  | Blancs et nuls | 3 201        | 7,26         | 2 798       | 6,54        |  |
| Exprimés       | Exprimés                        | Exprimés       | 40 919       | 92,74        | 39 981      | 93,46       |  |

#### Troisième circonscription (Mayenne)
| Candidat       | Candidat            | Parti          | Premier tour | Premier tour | Second tour | Second tour |  |
| Candidat       | Candidat            | Parti          | Voix         | %            | Voix        | %           |  |
| -------------- | ------------------- | -------------- | ------------ | ------------ | ----------- | ----------- |  |
|                | Roger Lestas élu    | UDF (AD)       | 11 233       | 25,18        | 24 115      | 51,89       |  |
|                | Claude Leblanc      | Divers gauche  | 10 724       | 24,04        | 22 359      | 48,11       |  |
|                | François Zocchetto  | diss. UDF      | 5 637        | 12,64        |             |             |  |
|                | Jean-Marc Allain    | diss. UDF      | 4 731        | 10,61        |             |             |  |
|                | Gilbert Blanc       | FN             | 3 414        | 7,65         |             |             |  |
|                | Pierre Kuntz        | PRS (PS)       | 3 056        | 6,85         |             |             |  |
|                | Pierre-Marie Jammes | LDI (MPF)      | 1 620        | 3,63         |             |             |  |
|                | Patrick Macaire     | Les Verts      | 1 451        | 3,25         |             |             |  |
|                | Louis Michel        | GÉ             | 1 407        | 3,15         |             |             |  |
|                | Yannick Peltier     | PCF            | 1 334        | 2,99         |             |             |  |
|                |                     |                |              |              |             |             |  |
| Inscrits       | Inscrits            | Inscrits       | 67 905       | 100,00       | 67 900      | 100,00      |  |
| Abstentions    | Abstentions         | Abstentions    | 19 837       | 29,21        | 18 164      | 26,75       |  |
| Votants        | Votants             | Votants        | 48 068       | 70,79        | 49 736      | 73,25       |  |
| Blancs et nuls | Blancs et nuls      | Blancs et nuls | 3 461        | 7,2          | 3 262       | 6,56        |  |
| Exprimés       | Exprimés            | Exprimés       | 44 607       | 92,8         | 46 474      | 93,44       |  |